# 비단올드필드쥐
비단올드필드쥐(Thomasomys bombycinus)는 비단털쥐과에 속하는 설치류이다. 콜롬비아에서만 발견된다.